# Апостолос Сантас

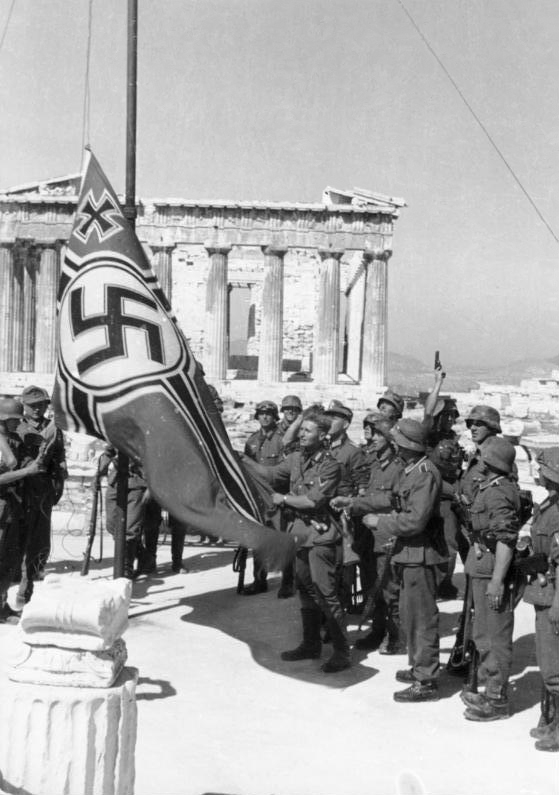
Нацистський прапор, встановлений на Афінському акрополі, квітень 1941 року

Апостолос Сантас (грец. Απόστολος Σάντας), також Лакіс Сантас (грец. Λάκης Σάντας, 22 лютого 1922, Патри — 30 квітня 2011, Афіни)  — учасник Руху Опору в Греції. Разом із Манолісом Глезосом зірвав нацистський прапор з Афінського акрополя.

## Біографія
Народився в Патрах, проте 1934 року разом із родиною переїхав до Афін. Освіту здобув в Афінському університеті імені Каподистрії, за фахом правник.
У ніч на 30 травня 1941 року, він і Маноліс Глезос вилізли на Акрополь в Афінах й зірвали нацистський прапор, який був встановлений з 27 квітня та знаходився під посиленою охороною, коли нацистські війська увійшли і окупували місто. Це був перший акт опору нацистським окупантам в Греції і він підняв багатьох греків на боротьбу. Греки зробили Сантаса та Глезоса народними героями, а нацисти заочно засудили до смертної кари.
1942 року Апостолос Сантас приєднався до лав ЕАМ, а рік по тому партизанських загонів ЕЛАС, з якими він брав участь в декількох боях з військами Осі у всій Центральній Греції. Після окупації через свої ліві переконання був відправлений в 1946 р. у внутрішнє заслання на Ікарію, потім Пситалею в 1947 році і, нарешті, на сумнозвісний острів Макронісос 1948 року. Йому вдалося втекти до Італії, звідки вирушив до Канади, де йому було надано політичний притулок. Апостолос Сантас мешкав у Канаді до 1962 року, допоки не повернувся в Грецію 1963 року.
Апостолос Сантас помер в Афінах 30 квітня 2011 року, у віці 89 років.